# همة كسي (صالح أباد)
همة کسي (بالفارسية: همه کسی) هي قرية تقع في إيران في Salehabad Rural District. يقدر عدد سكانها بـ 2,436 نسمة .